# Sistema Gladiador
El Sistema Gladiador és un sistema de competició aplicat a torneigs d'escacs. Fou introduït per primer cop a la pràctica competitiva al Campionat d'escacs de Dinamarca de 2006.
En els torneigs d'escacs per sistema gladiador, el resultat de taules no és vàlid. En cas que una partida acabi en taules, es juga una altra vegada amb els colors invertits i un ritme de joc més curt. En concret, la primera partida es juga de manera que cada jugador té 100 minuts per 40 jugades i després 30 minuts addicionals, sempre afegint 30 segons per jugada. En cas que hi hagi unes noves taules, el ritme de joc es va accelerant, reduint el temps disponible per jugador a 25 minuts, afegint 10 segons per jugada. En cas de fer taules novament, els jugadors decidiran el resultat de la partida jugant partides llampec, a 10 minuts per jugador, amb 5 segons addicionals per moviment.